# Hrvatica (Chicago)
Hrvatica je bio hrvatski iseljenički list.
Izlazio je u Chicagu kao mjesečnik.